# Dicranum tectorum
Dicranum tectorum är en bladmossart som beskrevs av Warnstorf och Klinggräff 1893. Dicranum tectorum ingår i släktet kvastmossor, och familjen Dicranaceae. Inga underarter finns listade i Catalogue of Life.